# Guido Mandracci
Guido Mandracci (San Remo, 22 de octubre de 1942 - Limone Piemonte, 5 de enero de 2000) fue un piloto de motociclismo italiano, que compitió en el Campeonato del Mundo de Motociclismo entre 1971 y 1975.

## Biografía
Hizo su debut a la edad de dieciséis años, compitiendo en enduro y gimcane. En la segunda mitad de los sesenta participó en el Campeonato Italiano de Montaña, con una  Bultaco 125, ganando el Cernobbio-Bisbino, el Castelnuovo-Albugnano y, en dos ocasiones, Sassi-Superga.
En los campeonatos italianos juveniles de 1969 obtuvo el tercer lugar en la clase 125, ganando las carreras de Monza y Sanremo, montando una Aermacchi Aletta d'Oro. En ese año, según Vittorio Brambilla, también estuvo entre los pilotos convocados por Moto Guzzi para las sesiones de práctica destinadas a lograr el récord mundial de velocidad con el prototipo V7 Sport prototipo.
En 1970, pasa a la categoría de sénior, obteniendo el segundo lugar en el Campeonato Italiano de 350 cc con una Yamaha, detrás de Giacomo Agostini. En 1971, hizo su debut en el Campeonato del Mundo de Motociclismo, con una Yamaha en desuso de Kel Carruthers, obteniendo sus primeros puntos en el campeonato mundial en el GP de Austria de 250 c.c., y ganando el título italiano del cuarto de litro. Con una Suzuki 500 apoyado por SAIAD (importador italiano de la casa japonesa) fue segundo en GP de Austria 1972.
En el trienio de 1970 a 1972 Mandracci también corre como piloto oficial de Guzzi en carreras de resistencia y en las 200 millas de Imola. En la Bol d'Or de 71 acabó tercero. (junto a Brambilla) después de conducir la carrera durante mucho tiempo, mientras que el año siguiente fue cuarto (con Raimondo Riva como compañero). En las 200 millas de Imola de 1972 acabó undécimo.
En 1973, Mandracci fue contratado, junto el australiano Jack Findlay, por Suzuki Europa Racing Team, apoyado por el importador italiano Suzuki para 500 cc y Fórmula 750, pero sin abandonar las competiciones de Endurance (participará en algunas pruebas en 1973 y 1975). Tras la victioria en 1000 millas de Imola de 1973 (carrera disputada en dos días con 500 millas cada una) junto a Findlay. En el mismo año, fue el primer piloto italiano en competir en 200 millas de Daytona, donde se vio obligado a retirarse debido a un fallo de encendido de Suzuki 750, cuando estaba en la cuarta posición.
En 1975, Mandracci pasó a la recién nacida Vitaloni Racing Team, con lo que corrió con una Yamaha 350 e 500 construida por él mismo.
Una vez retirado, se dedicó al mundo de los karts (con los que corrió en su juventud), formando equipos y promocionando la construcción de un circuito de kart en Arma di Taggia, inaugurada en 1993.
Falleció en 2000 a causa de un infarto mientras estaba de vacaciones en Limone Piemonte.

## Resultados en el Campeonato del Mundo de Motociclismo[15]
Sistema de puntuación a partir de 1969:
| Posición | 1  | 2  | 3  | 4 | 5 | 6 | 7 | 8 | 9 | 10 |
| Puntos   | 15 | 12 | 10 | 8 | 6 | 5 | 4 | 3 | 2 | 1  |

(Carreras en negrita indica pole position, carreras en cursiva indica vuelta rápida.)
| Año  | Clase | Equipo | 1       | 2      | 3       | 4       | 5       | 6      | 7      | 8       | 9       | 10      | 11      | 12      | 13    | Pts. | Pos. |
| ---- | ----- | ------ | ------- | ------ | ------- | ------- | ------- | ------ | ------ | ------- | ------- | ------- | ------- | ------- | ----- | ---- | ---- |
| 1971 | 250cc | Yamaha | AUT 7   | GER -  | IOM -   | NED 10  | BEL -   | DDR -  | CZE -  | SWE -   | FIN -   | ULS -   | NAT -   | ESP -   |       | 5    | 35.º |
| 1972 | 250cc | Yamaha | GER -   | FRA 22 | AUT -   | NAT -   | IOM -   | YUG -  | NED 5  | BEL 13  | DDR -   | CZE -   | SWE -   | FIN -   | ESP - | 6    | 21.º |
| 1972 | 500cc | Suzuki | GER -   | FRA 8  | AUT 2   | NAT Ret | IOM -   | YUG 4  | NED 10 | BEL Ret | DDR -   | CZE -   | SWE -   | FIN -   | ESP - | 24   | 11.º |
| 1973 | 500cc | Suzuki | FRA 6   | AUT 4  | GER Ret |         | IOM -   | YUG -  | NED -  | BEL -   | CZE Ret | SWE Ret | FIN Ret | ESP Ret |       | 13   | 14.º |
| 1974 | 500cc | Suzuki | FRA -   | GER -  | AUT -   | NAT Ret | IOM -   | NED 18 | BEL -  | SWE 13  | FIN Ret | CZE -   |         |         |       | 0    | -    |
| 1975 | 350cc | Yamaha | FRA -   | ESP -  | AUT -   | GER -   | NAT 9   | IOM -  | NED -  |         | SWE -   | FIN -   | CZE -   | YUG -   |       | 2    | 43.º |
| 1975 | 500cc | Yamaha | FRA Ret |        | AUT -   | GER -   | NAT Ret | IOM -  | NED -  | BEL -   | SWE -   | FIN -   | CZE -   | YUG -   |       | 0    | -    |